# Adolf Rogge
Heinrich Friedrich Adolf Rogge (* 18. August 1827 in Königsberg in Preußen; † 8. September 1886 in Darkehmen) war ein deutscher Theologe und Lokalhistoriker.
Adolf Rogges Eltern waren Johann Friedrich Rogge, Rechnungsrat am Konsistorium der preußischen evangelischen Kirche zu Königsberg, und Friederike Keßler († 29. Juni 1843).
Rogge studierte nach dem Besuch des Altstädtischen Gymnasiums in Königsberg von 1848 bis 1851 an der Albertina Theologie. Nachdem er sich vorübergehend als Hauslehrer betätigt hatte, wirkte er 1853–1856 als Lehrer (Gouverneur) an der Kadettenschule zu Kulm in Westpreußen. Am 30. September 1856 empfing er die Ordination. Danach war er Prediger an der Dorfkirche in Pobethen (heute russisch: Romanowo) im Samland und Pfarrer in Hohenfürst (heute polnisch: Wyszkowo) im Kreis Heiligenbeil (1861–1868). Anschließend war er in Darkehmen bis zu seinem Lebensende im Jahr 1886 als Pfarrer und Superintendent tätig.
Rogge befasste sich intensiv mit der Geschichte seines späteren Wirkungskreises und veröffentlichte seine Forschungsergebnisse über den Kreis Heiligenbeil, Darkehmen, die Kirchspiele Pobethen und Hohenfürst sowie das Amt Balga in Fachzeitschriften für Geschichte.
Am 15. Mai 1863 heiratete er Louise Antonie Wilhelmine, Tochter des Rittergutsbesitzers und Majors a. D. Pachnio auf Groß-Hasselberg. Sein Sohn Ernst Heinrich (* 6. Januar 1878 in Darkehmen) promovierte 1903 an der Universität Kiel mit einer geschichtswissenschaftlichen Arbeit. Sein Sohn Christian wurde evangelischer Pfarrer und amtierte von 1911 bis 1912 als Generalsuperintendent im Rheinland.

## Schriften (Auswahl)
- Daniel Haase. Ein preußischer Geistlicher am Ausgange des siebzehnten Jahrhunderts und seine Zeit. In: Altpreußische Monatsschrift, Band 3, Königsberg 1866, S. 709–729 (Google Books).
- Altes und Neues aus dem Amt Balga. In: Preußische Provinzial-Blätter. Band 70, Königsberg 1867, S. 374–377 (Google Books).
- Das Amt Balga. Beiträge zu einer Geschichte des Heiligenbeiler Kreises. In:  Neue Preußische Provinzial-Blätter. Vierte Folge. Band 5, Königsberg i. Pr. 1868, S. 115–140 (Google Books);  Band 6, Königsberg i. Pr.  1869, S.  116–141 (Google Books) und S.  463–508 (Google Books); Band 7, Königsberg i. Pr. 1870, S.  97–139 (Google Books) und S. 603–647 (Google Books);   Band 8, Königsberg i. Pr. 1871, S. 315–336 (Google Books)  und S. 701–718 (Google Books);  Band 9, Königsberg i. Pr. 1872, S. 97–112 (Google Books).
- Johann Biemann, der Großvater Gottsched’s. In: Neue Preußische Provinzial-Blätter. Band 73, Königsberg 1870, S. 233–246 (Google Books)
- Die ältesten Kirchen in Natanga. In: Neue Preußische Provinzial-Blätter. Band 73, Königsberg 1870, S. 525–528 (Google Books)
- Beiträge zu einer Geschichte des Heiligenbeiler Kreises. In: Neue Preußische Provinzial-Blätter, Band 74, Königsberg 1871, S. 315–336 (Google Books) und S. 701–718 (Google Books).
- Geschichte des Kreises und der Diöcese Darkehmen, Darkehmen 1873.[2]
- Cultur- und kirchenhistorische Streifzüge im Kirchspiel Pobethen. In: Altpreußische Monatsschrift. Band 11, Königsberg i. Pr. 1874, S. 533–545 (Google Books).
- Tielemann Heshusius, der Streit-Theolog, und Albrecht Friedrich, der blöde Herr. Ein Sittenspiegel aus der Zeit der Pfaffenherrschaft in Preussen. In: Altpreußische Monatsschrift. Band 11, Königsberg i. Pr. 1874, S. 533–545 (Google Books).
- Der alte Gedun. In: Alt-Preußische Monatsschrift.  Neue Folge, Band 12, Königsberg i. Pr. 1875, 299–309 (Google Books).
- Die älteste Urkunde über die Familie Sparwin vom 22. Decbr. 1375. In: Alt-Preußische Monatsschrift.  Neue Folge, Band 12, Königsberg i. Pr. 1875, 377–378 (Google Books).
- Die Proyken. In: Alt-Preußische Monatsschrift.  Neue Folge, Band 12, Königsberg i. Pr. 1875, S. 429–481 (Google Books).
- Schattenrisse aus dem kirchlichen Leben der Provinz Preussen am Anfange des philosophischen Jahrhunderts.  In: Altpreußische Monatsschrift, Band 15, Königsberg in Pr. 1878,  S. 513–577 (Google Books).
- Adolf Rogge und Christian Ziegler: Notizen zur Geschichte der Stadt Wehlau und der Kirche daselbst – Ein Beitrag zur Gedächtnisfeier des 500jährigen Jubiläums der Pfarrkirche in Wehlau, 1880.
- Urkundl. Spuren einer Kirchengründung zu Bladiau, in: Altpreussische Montsschrift, NF, 20. Band, Königsberg i. Pr. 1883, S. 53–58 (Google Books).